# Supermodelo 2007
Supermodelo 2007 fue un reality show emitido en España por la cadena de televisión Cuatro, entre el 27 de agosto y el 26 de noviembre de 2007, y presentado por la top model Judit Mascó. Las galas tenían lugar los lunes a las 22:00 h. en directo.

## Funcionamiento
El programa transcurre en torno a un centro de formación en el mundo de la moda, con el único propósito de consolidar a la representante de España en el certamen Elite Model Look. Para ello, un equipo de profesionales se encargará del aprendizaje y la superación personal de todas las participantes en el programa (seleccionadas de un casting previo).
Por otro lado, cada semana tendrá lugar una gala emitida por televisión, en la cual las participantes tendrán que dar todo de sí para seguir en el centro.
La ganadora del concurso será aquella chica que, con su esfuerzo y perseverancia, haya sabido ganarse el respeto del jurado y el cariño de la audiencia, que forma parte decisiva de la elección final.

## Jurado
Los miembros del jurado son los encargados de evaluar a las chicas en las galas y durante los días previos a estas, dictando cada semana los nombres de aquellas chicas menos preparadas.
- Daniel El Kum Estilista
- Manuel Batista Estilista
- Vicky Martín Berrocal Diseñadora

## Profesorado
El programa cuenta con un gran equipo de profesionales al servicio de las chicas participantes. Imparten clases en el centro de formación, en campos como el estilismo, la pasarela, la fotografía, la expresión corporal (ya sea baile, gimnasia, interpretación...), la nutrición o el protocolo.
- Cristina Rodríguez Estilismo
- Emmanuel Rouzic Fotografía
- Javier Martínez Nutrición
- Jimmy Roca Gimnasia
- Marta Romero Interpretación
- Rubén Nsue Baile
- Valerio Pino Pasarela
- Vanesa Moltó Protocolo

Las galas son semanales, pero las concursantes solamente están cuatro días a la semana en la escuela y, cuando las expulsan, tienen derecho a quedarse un día más para recibir la despedida de sus compañeras.

## Concursantes
| Concursante       | Lugar de residencia    | Edad    | Profesión                                | Duración | Información     |
| ----------------- | ---------------------- | ------- | ---------------------------------------- | -------- | --------------- |
| Lisa Charlotte    | Mallorca               | 18 años | Estudiante                               | 4 días   | No Seleccionada |
| Gracia de Torres  | Almería                | 19 años | Dependienta                              | 4 días   | No Seleccionada |
| Janire Alejos     | Bilbao                 | 24 años | Grado Medio de Maquillaje                | 5 días   | No Seleccionada |
| Dabryna Sedeño    | Tenerife               | 24 años | Estudiante de ciclo de Magisterio        | 5 días   | No Seleccionada |
| Irene Valerón     | Las Palmas             | 20 años | Dependienta                              | 9 días   | 1.ª expulsión   |
| Paola Ditano      | Santiago de Compostela | 17 años | Estudiante de Medicina                   | 13 días  | 2.ª expulsión   |
| Raquel Hernández  | Madrid                 | 23 años | Licenciada en RRPP y Periodismo          | 17 días  | 3.ª expulsión   |
| Marta Abarrategui | Madrid                 | 16 años | Estudiante de ESO                        | 21 días  | 4.ª expulsión   |
| Sandra Girón      | Sevilla                | 18 años | Estudiante de Bachillerato               | 25 días  | 5.ª expulsión   |
| Jessica Ruiz      | Barcelona              | 19 años | Actriz                                   | 29 días  | 6.ª expulsión   |
| Marta Vicente     | Oviedo                 | 16 años | estudiante de Bachillerato               | 30 días  | Abandono        |
| Silvia Salleras   | Málaga                 | 17 años | Estudiante de Diseño de Moda             | 37 días  | 7.ª expulsión   |
| Paula Hidalgo     | Sevilla                | 16 años | Estudiante de Bachillerato               | 41 días  | 8.ª expulsión   |
| Paula Bernáldez   | Valencia               | 17 años | Trabajadora en un almacén                | 45 días  | 9.ª expulsión   |
| Zaida Rodríguez   | Las Palmas             | 19 años | En paro                                  | 49 días  | Abandono        |
| Paloma Bloyd      | Chicago                | 19 años | Estudiante de Interpretación             | 53 días  | 10.ª expulsión  |
| Alba Carrillo     | Madrid                 | 20 años | Estudiante de Interpretación y RRPP      | 56 días  | 4.ª finalista   |
| Isabel Cañete     | Córdoba                | 18 años | Estudiante ciclo Medio de Comercio       | 56 días  | 3.ª finalista   |
| Magdalena Pérez   | Murcia                 | 18 años | Estudiante ciclo de Comercio y Marketing | 56 días  | 2.ª finalista   |
| Noelia López      | Sevilla                | 21 años | Diplomada en Magisterio                  | 56 días  | Ganadora        |

## Eliminaciones
|           | Gala 1   | Gala 2    | Gala 3    | Gala 4    | Gala 5    | Gala 6    | Gala 7    | Gala 8    | Gala 9    | Gala 10   | Gala 11   | Gala 12    | Semifinal | Final         |
| --------- | -------- | --------- | --------- | --------- | --------- | --------- | --------- | --------- | --------- | --------- | --------- | ---------- | --------- | ------------- |
| Noelia    | Salvada  | Salvada   | Salvada   | Salvada   | Salvada   | Salvada   | Salvada   | Salvada   | Salvada   | Salvada   | Salvada   | Finalistaº | Exenta    | GANADORA      |
| Magdalena | Nominada | Salvada   | Salvada   | Salvada   | Nominada  | Salvada   | Salvadaº  | Salvada   | Salvada   | Nominada  | Salvada   | En espera  | Salvada   | 2.ª Finalista |
| Isabel    | Salvada  | Salvada   | Salvada   | Salvada   | Salvada   | Salvada   | Salvada   | Salvada   | Salvada   | Salvada   | Salvada   | Candidata  | Finalista | 3.ª Finalista |
| Alba      | Salvada  | Salvada   | Salvada   | Salvada   | Salvada   | Salvada   | Salvada   | Salvada   | Salvada   | Salvada   | Salvada   | Candidata  | Salvada   | 4.ª Finalista |
| Paloma    | Salvada  | Salvada   | Salvada   | Salvada   | Salvada   | Salvada   | Nominada  | Salvada   | Salvada   | Salvada   | Nominada  | En espera  | Expulsada |               |
| Zaida     | Salvada  | Salvada   | Salvada   | Salvada   | Salvada   | Salvada   | Salvada   | Nominada  | Nominada  | Salvada   | Nominada  | Abandono*  |           |               |
| Paula B.  | Salvada  | Salvada   | Salvada   | Salvada   | Salvada   | Salvada   | Salvada   | Salvada   | Salvada   | Nominada  | Expulsada |            |           |               |
| Paula H.  | Salvada  | Salvada   | Salvada   | Salvada   | Salvada   | Salvada   | Salvada   | Salvada   | Nominada  | Expulsada |           |            |           |               |
| Silvia    | Salvada  | Salvada   | Salvada   | Salvada   | Salvada   | Salvada   | Salvada   | Nominada  | Expulsada |           |           |            |           |               |
| Marta V.  | Salvada  | Salvada   | Salvada   | Salvada   | Salvada   | Nominada  | Nominada  | Abandono* |           |           |           |            |           |               |
| Jessica   | Salvada  | Salvada   | Salvada   | Salvada   | Salvada   | Nominada  | Expulsada |           |           |           |           |            |           |               |
| Sandra    | Salvada  | Nominada  | Salvada   | Nominada  | Nominada  | Expulsada |           |           |           |           |           |            |           |               |
| Marta A.  | Salvada  | Salvada   | Nominada  | Nominada  | Expulsada |           |           |           |           |           |           |            |           |               |
| Raquel    | Salvada  | Salvada   | Nominada  | Expulsada |           |           |           |           |           |           |           |            |           |               |
| Paola     | Salvada  | Nominada  | Expulsada |           |           |           |           |           |           |           |           |            |           |               |
| Irene     | Nominada | Expulsada |           |           |           |           |           |           |           |           |           |            |           |               |

     La concursante fue eliminada por el público vía televoto.
     La concursante era una de las dos nominadas, pero el público decidió no expulsarla.
     La concursante estaba entre las 3 candidatas a la nominación, pero fue salvada por Judit.
     La concursante fue finalista.
     La concursante ganó.
 º Magdalena no fue salvada por Judit sino por sus compañeras. 
 º Noelia fue elegida como finalista por sus compañeras. 
 * Marta V. y Zaida decidieron abandonar el centro antes de saber la decisión del público. Esta quedó oculta respecto a Marta V, sin embargo con Zaida fue confirmado que igualmente habría sido expulsada. 
 - En la gala 12, Noelia pasó a la final por decisión de sus compañeras, y el jurado propuso a 2 candidatas más: Alba o Isabel. 
 - En la semifinal, el público eligió como finalista a Isabel y de las tres restantes (Magdalena, Paloma y Alba) la menos votada fue Paloma, convirtiéndose en la última expulsada. Las finalistas fueron las ya elegidas Noelia e Isabel, y Alba y Magdalena se sumaron. 

## Transcurso del programa

### Desarrollo de las galas

#### Gala 1
Inicio del programa, fueron expulsadas 4 chicas y quedaron 16 para continuar en el centro de formación. Las chica tuvieron la oportunidad de ir a Nueva York demostrando lo que saben en el desfile del famoso diseñador CUSTO BARCELONA. Finalmente las elegidas fueron Marta Vi y Isabel. Magdalena y Irene fueron nominadas.

#### Gala 2
Semana de la elegancia y el estilo. Al inicio del programa hicieron un magnífico desfile para despedirse del verano. Pusieron un video donde se mostraba a Dabryna que se enfadaba con Raquel porque no veía justo que se hubieran ido ella y otras tres que según ella eran mejores que Raquel. Magdalena confundió el verdadero significado de los zapatos rojos y se quedó sin ellos. Las chicas estuvieron 10 horas haciendo el vago: practicando aerobic y haciendo culebrones pero en cuanto llegó Cristina se pusieron firmes y empezaron a trabajar. Más adelante vino Valerio y les ordenó que fueran a la sala de pasarela para aprender a desfilar vestidos de noche donde destacó Sandra. Rouzic les hizo 3 sesiones de fotos durante la semana: Con gafas, en una fuente de Madrid y en una cama elástica. Las nominadas se enfrentaron en un duro cara cara. Finalmente Rosa Clará aportó sus diseños al programa para hacer el desfile final. Después de este fue expulsada Irene i las fueron nominadas Sandra y Paola. A Paloma le cortaron el pelo.

#### Gala 3
Semana de la confianza en sí misma. Al inicio del programa las chicas mostraron sus cambios de look en un desfile muy motero. En la casa hay mucha tensión con Raquel, no la soportan porque creen que no vale como modelo y Silvia y Alba fueron contra ella.Las chicas no se libraron del visionado del cual no se libró casi ninguna. En las clases de baile Zaida destacó su habilidad en el baile. Rouzic las llevó al desguace para hacerles fotos y Paula H. fue elegida para una sesión de fotos para una marca de surf. Paula B. no pudo aguantar más y acabó llorando porque no aguantaba la presión de sus compañeras que decían que tenía afán de protagonismo. Valerio les llevó a subir y a bajar escaleras, una tarea muy difícil. Vanesa Moltó dio sus primeras clases de protocolo y algunas de inglés, en la cual destacó Paula B. Recibieron consejos de Devota & Lomba y recibieron una dura clase de gimnasia. Finalmente las chicas desfilaron con los diseños de Guillermina Baeza. Después del desfile fue expulsada Paola y las nuevas nominadas fueron Marta A. y Raquel.

#### Gala 4
Semana de la sensualidad. Abrieron la gala con un desfile muy sensual. Las chicas demostraron su gran don de la interpretación dando un beso a un chico, a alguna de les supuso un problema. Hubo un discutido cara a cara y desencadenó con un conflicto entre las nominadas a partir de este a Raquel se le alió Zaida la cual le defendió en todo caso. Rouzic les hizo fotos en un acuario donde destacó Sandra. Cristina las encorsetó. Valerió les desafió con un desfile lleno de sensualidad y otro lleno de equilibrio. Isabel y Marta Vi. viajaron a Nueva York. Jimmy les hizo sudar. Alba acudió a una exposición de Roberto Verino. Magdalena se ganó el zapato rojo. Finalmente las chicas desfilaron con los diseños de Juan Duyos. Fue expulsada Raquel y fueron nominadas Marta y Sandra.

#### Gala 5
Semana de la valentía. Abrieron la gala con un desfile lleno de sombreros y maletas. Tras el visionado de la gala anterior Jessica y Alba se traumatizaron y estuvieron en cada momento llorando y defendiéndose finalmente se solucionó el conflicto. Rouzic les hizo fotos con animales de corral. El cara a cara fue muy igualado. Valerio les llevó a una plaza de toros para hacer un desfile y una sesión de fotos, Silvia se negó ha hacerlo porque decía que tenía sinusitis. Silvia, Paula B. y Paloma hicieron una sesión de fotos para fórmula joven. Las chicas comieron unos platos muy peculiares. Noelia y Silvia triunfaron en Cibeles. Valerió les desafió en un desfile a ciegas y en un desfile de mucho equilibrio. Finalmente las chicas desfilarón con los diseños de José Miró. Fue expulsada Marta y estuvieron nominadas Sandra y Magdalena.

#### Gala 6
Enrique Iglesias abrió la gala con su nuevo sencillo. Las chicas viajaron a Melilla y desfilaron allí. Las chicas se enfrentaron en un duelo de baile.Alba fue la elegida para viajar a Londres para hacerse una sesión de fotos para Rimmel. Desfilaron con medias. Rouzic les hizo fotos en una bañera.Practicarón en francés. Hubo un visionado muy movido. Silvia se sintió machacada por sus profesores y Paula H. recibió el apoyo de sus compañeras en la clase de baile.Las chicas desfilaron con aletas y se prepararon para un examen. Magdalena y Jessica hablaron con Javier para ganar peso. Finalmente desfilaron con los diseños de David Delfín. Sandra fue expulsada y fueron nominadas Marta Vi. y Jessica.

#### Gala 7
Semana de vencer la timidez. Soraya abrió la gala con la Dolce Vita. Rubé y Jimmy se quedaron muy descontentos con la actuación de las chicas en los bailes. Las chicas perdieron la vergüenza bailando, haciéndose una sesión de fotos con un chico y con una peluca y nada más. El centro se convirtió en un show room. Raquel visitó a las chicas. Silvia y Jessica vieron a sus novios. Recibieron unas clases de maquillaje. Recibieron la visita de Curro. Desfilaron dando vueltas. Posaron en un escaparate y ensayaron para la NBA. Finalmente desfilaron para el Delgado Buil, fue expulsada Jessica y fueron nominadas Marta Vi. y Paloma.

#### Gala 8
Semana de la versatilidad. Marta Vi abandonó el centro de formación. Hicieron una sesión de fotos totalmente radical. Recibieron clases de maquillaje. Cristina las regañó porque las pilló durmiendo: maquilladas y peinadas. Ensayaron para el partido de la NBA. Se volvieron una grandes teatreras en la clase de interpretación. Silvia le prometió a Cristina que se esforzaría más. Las chicas hicieron footing a las 5 de la mañana. Triunfaron en el partido de la NBA. El profesor de nutrición les enseñó la pirámide nutricional. Crisitna felicitó a las chicas por su estilismo. Valerio hizo desfilar a las chicas de una manera versátil. Noelia fue la elegida para llevar el traje estrella del desfile de Elio Berhanyer. Finalmente las chicas desfilaron con los diseños de Elio Berhanyer, fueron nominadas Zaida y Silvia.

#### Gala 9
Semana del Equilibrio. Las chicas desfilaron sobre huevos.En el visionado de gala Paula B. se emocionó. Silvia no aguantó más y se derrumbó tras la opinión de los profesores. Magdalena fue elegida para ser recogepelotas. Hicieron una clase de Modales. Rouzic les hizo fotos de karatekas y junto a unos pingüinos. Paula B. fue elegida para ir a Roma y desfilar en Plaza España. Las chicas desfilaron en ropa interior. Isabel celebró su cumpleaños en el centro.Las chicas aprendieron a customizarse la ropa. Cristina no pudo más y abandonó el plató. Zaida tuvo un imprevisto en las clases de pasarelas con Valerio. Hubo un cara a cara entre familias. Finalmente desfilaron con palmito, diseños de Alma Aguilar, fue expulsada Silvia y fueron nominadas Zaida y Paula H.

#### Gala 10
Semana de la vivacidad y rapidez. Manuel Batista y Daniel el Kum visitó el centro de formación y formaron a las chicas. Paloma quería más clases de pasarela pero las otras no estaban de acuerdo con ella. Silvia se despide del resto de sus compañeras y se disculpa con Cristina por no haber dado todo lo que podía y por haberla decepcionado. La semana se dividió en grupos en el que más puntos ganará no sería nominado para ello tuvieron que superar una pruebas: sesión de fotos, desfile de la gala, desfile en el centro, pruebas de rapidez. Paula B. y Paloma vieron su campaña de fórmula joven, a lo grande. Paula H. y Paloma desfilaron por una verdadera alfombra roja. Finalmente desfilaron con los diseños de Francis Montesinos, fue expulsada Paula H y fueron nominadas Magdalena y Paula B.

#### Gala 11
Las chicas desfilaron junto a David Bustamante. Noelia fue elegida para hacer un videoclip con él. Alba se derrumbó por no resultar elegida. Rouzic les hizo unas fotos en un sillón de hielo. Desfilaron con los desfiles de ared. Las chicas celebraron Halloween. Desvelaron el misterio de la habitación roja. Desfilaron con boas. Recibieron una clase de peluquería. Cambios de maquillaje en movimiento. Magdalena recibió flores de un admirador al centro. Desfilaron y posaron en Canarias. Finalmente desfilaron para Purificación García, fue expulsada Paula B. y fueron nominadas Zaida y Paloma.

#### Gala 12
Semana del ingenio y recursos. Las chicas desfilaron con perros. Paloma y Zaida se batieron en diferentes duelos. Noelia firmó su primer contrato en París. Desfilaron por escaleras mecánicas, vestidas de novias en pleno centro de Madrid. Rouzic les analizó su ingenio con una ligera sesión de fotos. Isabel ejerció de reportera.Las chicas posaron en una cinta de correr. Aprendieron a comportarse en la mesa.Hicieron gimnasia sobre patines. Desfilaron con pieles de Miguel Marinero. Noelia fue elegida primer finalista por sus compañeras y Alba y Isabel fueron las candidatas a ser segunda finalista.

#### Semifinal
Las finalistas fueron definitivamente Isabel, Noelia, Alba y Magdalena. Hicieron unos desfiles con mucho sexappeal. Se hicieron fotos como peluqueras. Se sacaron los defectos. Cada una hizo su discurso para ser la ganadora. Se creó una disputa con el abandono de Zaida. Noelia, Isabel y Alba posaron para Vodafone. Hicieron una sesión de fotos con medias. Desfilaron en Sevilla. Valerio les enseñó a desfilar como verdaderos hombres. Hicieron una sesión de fotos de pintura corporal. Rubén Nsue les deseó suerte y bailaron el éxito de Umbrella. Malena y Elisabeth las visitaron. Se hicieron sus propios trajes con bolsas de Basura. Valerio les hizo un peculiar desfile en una peculiar pasarela. Jimmy les felicitó por su evolución. Rouzic les hizo fotos de los ojos. Desfilaron con los diseños de [[Fernando
```
Lemoniez]].
```

#### Final
Hicieron un desfile con diseños de Miguel Palacio acompañadas de David Bisbal, después la 4.ª finalista fue Alba.El segundo desfile fue con los trajes de novia de Rosa Clará, la 3.ª finalista fue Isabel. Finalmente Noelia y Magdalena desfilaron y la ganadora fue NOELIA !!.

### Audiencia
| Fecha      | Características programa                              | Nominaciones                          | Cuota |
| ---------- | ----------------------------------------------------- | ------------------------------------- | ----- |
| 27/08/2007 | Expulsión Lisa, Janire, Gracia y Dabryna              | Nominación Irene y Magdalena          | 9,7%  |
| 03/09/2007 | Expulsión Irene (65%)                                 | Nominación Sandra y Paola             | 10,5% |
| 10/09/2007 | Expulsión Paola (48%)                                 | Nominación Raquel y Marta A           | 8,6%  |
| 17/09/2007 | Expulsión Raquel (60%)                                | Nominación Marta A y Sandra           | 7,7%  |
| 24/09/2007 | Expulsión Marta A                                     | Nominación Sandra y Magdalena         | 7,9%  |
| 01/10/2007 | Expulsión Sandra                                      | Nominación Jessica y Marta Vi         | 7,0%  |
| 08/10/2007 | Expulsión Jessica                                     | Nominación Paloma y Marta Vi          | 7,9%  |
| 15/10/2007 | Abandondo Marta Vi                                    | Nominación Sívlia y Zaida             | 7,1%  |
| 22/10/2007 | Expulsión Sílvia                                      | Nominación Paula H y Zaida            | 7,5%  |
| 29/10/2007 | Expulsión Paula H                                     | Nominación Paula B y Magdalena        | 7,3%  |
| 05/11/2007 | Expulsión Paula B                                     | Nominación Paloma y Zaida             | 6,4%  |
| 12/11/2007 | Abandonó Zaida                                        | Candidatura a finalista Isabel y Alba | 7,6%  |
| 19/11/2007 | Expulsión Paloma                                      | Semifinal                             | 7,9%  |
| 26/11/2007 | 4.ª Alba, 3.ª Isabel, 2.ª Magdalena, Ganadora: Noelia | Final                                 | 9,3%  |